# باسیئی
باسیئی (به فرانسوی: Bacilly) یک کمون (فرانسه) در فرانسه است که در canton of Sartilly واقع شده‌است. باسیئی ۱۵٫۸۸ کیلومتر مربع مساحت دارد ۱۴ متر بالاتر از سطح دریا واقع شده‌است.